# فلاديمير إفيمكين
فلاديمير إفيمكين (بالروسية: Ефимкин, Владимир Сергеевич)‏ (و. 1981  م) هو راكب دراجة هوائية روسي، ولد في سامارا، شارك في طواف إسبانيا، وطواف فرنسا، والألعاب الأولمبية الصيفية 2008، مركز لعبه هو متخصص التسلق ‏.

## سباقات أو مراحل فاز بها
| التاريخ        | السباق                     | المركز                                          |
| -------------- | -------------------------- | ----------------------------------------------- |
| 01 يناير 2005  | فولتا البرتغال 2005        |                                                 |
| 01 يناير 2005  | أربعة أيام من دونكيرك 2005 |                                                 |
| 14 مارس 2006   | تيرينو ادرياتيكو 2006      | السادس في تصنيف الجبال                          |
| 30 يوليو 2006  | طواف فاتينفول 2006         | المرتبة 20 في التصنيف العام                     |
| 09 أغسطس 2006  | دويتشلاند تور 2006         | السادس في تصنيف أفضل شاب                        |
| 01 يناير 2007  | Euskal Bizikleta 2007      | التاسع في التصنيف العام                         |
| 18 فبراير 2007 | 2007 تور ميديترانين        |                                                 |
| 24 يونيو 2007  | طواف سويسرا 2007           | السادس في التصنيف العام                         |
| 23 سبتمبر 2007 | طواف إسبانيا 2007          | السادس في التصنيف العام، السادس في تصنيف الجبال |
| 05 أبريل 2008  | جائزة ميغيل إندوراين 2008  | المرتبة 15 في التصنيف العام                     |
| 15 يونيو 2008  | سباق دوفين للدراجات 2008   | الرابع في تصنيف الجبال                          |

## روابط خارجية
- فلاديمير إفيمكين على موقع الاتحاد الدولي للدراجات (الإنجليزية)
- فلاديمير إفيمكين على موقع أرشيف الدراجات (الإنجليزية)
- فلاديمير إفيمكين على موقع إحصائيات الدراجات الإحترافية (الإنجليزية)
- فلاديمير إفيمكين على موقع نسبة الدراجات (الإنجليزية)
- فلاديمير إفيمكين على موقع CycleBase (الإنجليزية)
- فلاديمير إفيمكين على موقع أوليمبيديا (الإنجليزية)